# Vincenzo Ferrari

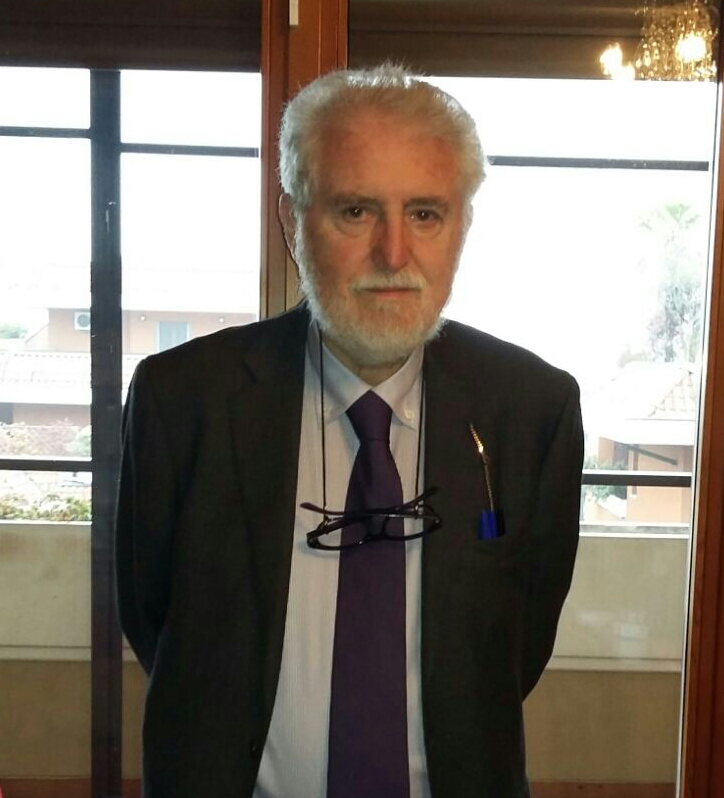
Vincenzo Ferrari, professore emerito dell'Università degli Studi di Milano

Vincenzo Ferrari (Colleferro, 16 dicembre 1940) è un giurista e sociologo italiano.

## Biografia
Vincenzo Ferrari si è diplomato al Liceo Ginnasio Giuseppe Parini di Milano e si è laureato in Giurisprudenza presso l'Università degli Studi di Milano. Ha poi svolto la professione di avvocato e la carriera universitaria sotto la guida di Renato Treves, di cui ha seguito la promozione della sociologia del diritto in Italia e all'estero. Ha insegnato Sociologia del diritto nell'Università degli Studi di Cagliari, nell'Università di Bologna e dal 1990 nell'ateneo milanese, dove ha diretto l'Istituto di filosofia e sociologia del diritto ed è stato preside e direttore della Scuola di dottorato della Facoltà di Giurisprudenza.
È stato visiting professor in molte università straniere ed è professore onorario della Universidad Externado de Colombia e della Universidad Metropolitana di Caracas. È dottore honoris causa delle Università di Buenos Aires, Rosario, Saragozza e dell’Universidad Nacional Autónoma de México, oltre che professore emerito dell'Università di Milano. Ha condotto o diretto studi su vari temi, quali la successione testamentaria, le relazioni di lavoro, i diritti umani, gli usi civici, il diritto alla riservatezza, l'amministrazione della giustizia.
È direttore della rivista Sociologia del diritto, fondata dal suo maestro Treves, e ha presieduto il Research Committee on Sociology of Law della International Sociological Association, l'Associazione di Studi su Diritto e Società e la Società Italiana di Filosofia del Diritto. 
Di ispirazione liberal-socialista, ha svolto attività politica nella sinistra liberale e cooperato alle attività del gruppo di Critica liberale.

## Opere principali
- Successione per testamento e trasformazioni sociali, Milano, 1972
- Assenteismo e malattia nell'industria (con R. Boniardi e N. Velicogna), Milano, 1979
- Cura del volume di Ralf Dahrendorf Intervista sul liberalismo e l'Europa, Roma-Bari, 1979
- Cura dell'edizione italiana del volume di M. Ginsberg La giustizia nella società, Milano, 1981
- Cura del volume Developing Sociology of Law, Milano, 1990
- Funzioni del diritto, Roma-Bari, 1987 (ed. spagnola, Funciones del Derecho, Madrid, 1989, Bogotà, 2014, ed. greca, Leitourgies tou dikaiou, Salonicco, 1992)
- Cura dell'edizione italiana del libro di G. Peces-Barba Teoria dei diritti fondamentali, Milano, 1993
- Giustizia e diritti umani, Milano, 1995
- Cura dell'edizione italiana del libro di Henry Sumner Maine Diritto antico, Milano, 1998
- Lineamenti di sociologia del diritto. Azione giuridica e sistema normativo, Roma-Bari, 1997 (ed. spagnola, Acción jurídica y sistema normativo, Madrid, 2000)
- Diritto e società, Roma-Bari, 2004 (ed. spagnola, Derecho y Sociedad, Bogotá, 2006)
- Prima lezione di sociologia del diritto, Roma-Bari, 2010 (ed. spagnola, Primera lección de sociología del derecho, México, 2015)